# Filmographie du Carnaval de Paris
Le Carnaval de Paris a été très tôt le sujet de films d'actualités ou d’œuvres de fiction filmées. Un certain nombre sont perdus, sinon tout au moins leur localisation actuelle est inconnue.
Avant l'invention du cinéma, le Carnaval de Paris a été représenté sur des plaques de verre pour lanterne magique. On en connait au moins un exemple conservé dans les collections de la Cinémathèque française à Paris. Dessinées et coloriées par Auguste Lapierre vers 1850, huit plaques de verre pour lanterne magique représentent le cortège de la Promenade du Bœuf Gras.

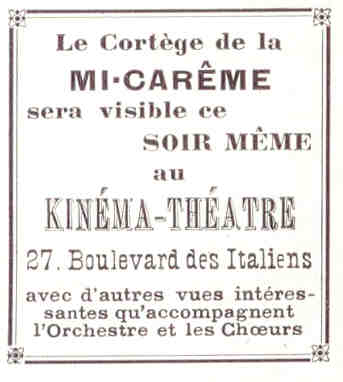
Mi-Carême au Carnaval de Paris : annonce parue dans Le Souvenir = Programme de la Cavalcade du Comité des Fêtes de Paris et de l'Association Générale des Étudiants du 18 mars 1909.

## FilmsLumièreconsultables au Forum des Images de la Ville de Paris

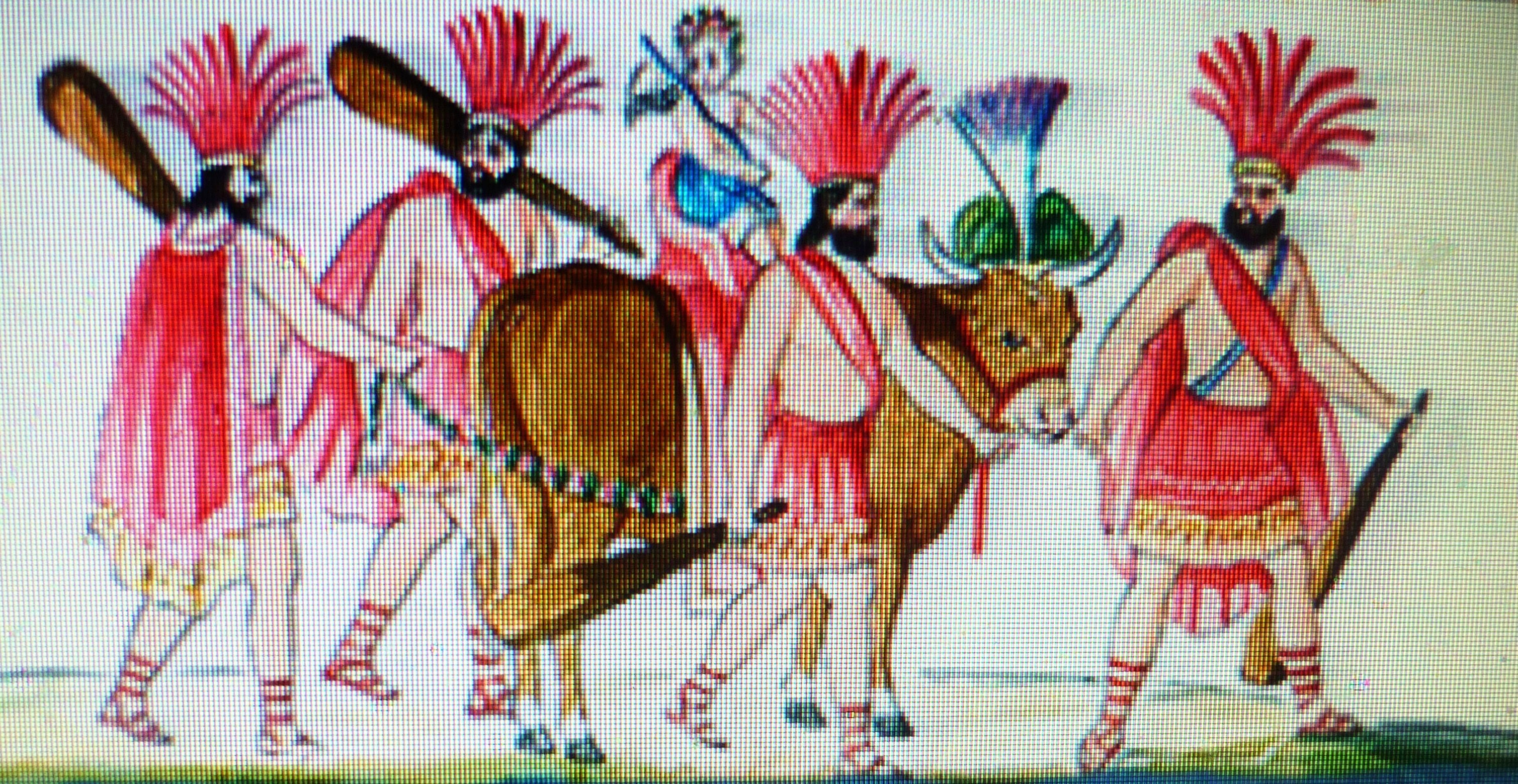
Le Bœuf Gras du Carnaval de Paris vers 1850, dessin d'Auguste Lapierre, détail d'une plaque de verre pour lanterne magique.

- Février 1897 – Film no 155 : Le Bœuf Gras (50 secondes) Sur un pont de Paris l'arrivée du premier char du cortège de la Cavalcade du Bœuf Gras. Ce char animé œuvre de Durante, carnavalier de Nice, figure un clown géant monté sur un tricycle. Il est en principe mu par un cheval caché à l'intérieur mais sur le film on distingue un deuxième cheval, attelé devant le char. Derrière le clown on aperçoit la suite du cortège.
- Mars 1897 - Film no 156 : La Reine des Reines (50 secondes) Le défilé du cortège de la Reine des Reines sur les Grands Boulevards[2].
- Mars 1899 – Film no 1010 : Bataille de confetti (50 secondes) La bataille de confetti sur les Grands Boulevards. Un homme qui se sait filmé jette des confetti et finalement le sac en papier qui les contenait. À la dernière image il regarde en souriant le cameraman[2],[3].
- Juin 1899 - Le Cortège des métiers à l'époque d'Étienne Marcel, fête largement subventionnée par la Ville de Paris (65 000 F) et concurrentielle du Carnaval de Paris, moins subventionné (25 000 F), a fait l'objet de quatre films Lumière :
  - no 1011 – Le cortège.
  - no 1013 – Étienne Marcel, prévôt des marchands et son escorte.
  - no 1014 – Le char de la ville de Paris.
  - no 1015 – Le char du fleuve[4].

## Films deGeorges Méliès
2 mars 1897, le bœuf gras :
- Le cortège du bœuf gras passant place de la Concorde – Titre en anglais : The Mardi Gras Procession (Paris, 1897) (no 83–84, 1 minute – 20 mètres) disparu[5].
- Cortège du bœuf gras, boulevard des Italiens – Titre en anglais : The Mardi Gras Procession (Paris, 1898) [sic] (no 85, 2 minutes – 40 mètres) disparu.

25 mars 1897, la Mi-Carême :
- Cortège de la mi-carême – Titre en anglais : Mid-Lent Procession in Paris (no 97–98, 2 minutes – 40 mètres) disparu.
- Bataille de confetti – Titre en anglais : Battle With Confetti (no 99, 1 minute – 20 mètres).

## Films Pathé
- Cortège de la Mi-Carême 1909 - film édité par Pathé frères ; numéro d'édition : 2882 - Paris 1909[6].

## Films anciens, d'auteurs inconnus

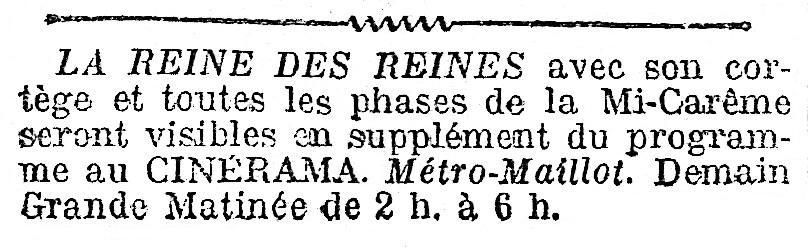
Annonce parue dans La Presse du 19 mars 1914.

- 1905 - Cortège de la mi-carême (durée et titre inconnus) disparu.
  - Ce film est mentionné par la presse de l'époque projeté aux Reines de la Mi-Carême 1905 lors de leur visite dans les Grands Magasins.
- 1909, 1912 - Cortège de la mi-carême (durée et titre inconnus) disparus (le film de 1909 est peut-être le film Pathé consacré au même sujet[6]).
  - Ces films sont mentionnés dans Le Souvenir Programme de la Cavalcade du Comité des Fêtes de Paris et de l'Association Générale des Étudiants 1909 et 1912.
- 1914 – Documentaire sur la Mi-Carême 1914 annoncé dans La Presse[7].

## Films d'actualités consultables au Forum des Images de la Ville de Paris

### Actualités Éclair
- Mars 1911 – Défilé de la Mi-Carée
  - Très bref, au début du défilé du cortège de la Mi-Carême, Jeanne Quéru Reine du 11e arrondissement et Reine des Reines de Paris monte sur son char. On aperçoit un monsieur barbu en chapeau haut-de-forme, il s'agit de Léon Brézillon Président du Comité des Fêtes de Paris, organisme privé qui organisait alors cette manifestation.
- Mars 1922 – La Mi-Carême
  - Très bref également, on aperçoit tout d'abord Germaine Buchet Reine du 12e arrondissement et Reine des Reines de Paris, puis on découvre un plan plus large avec les reines des 19 autres arrondissements de Paris.
- Mars 1929 – Cortège du jeudi 7 mars 1929
  - Mi-Carême place Denfert-Rochereau, à l'Hôtel de Ville, sur les Grands Boulevards.
- Mars 1930 – Cortège du jeudi 27 mars 1930
  - Bien documenté, la Mi-Carême rue de Rivoli, place de l'Hôtel-de-Ville.
- Mars 1933
  - Peu de choses : à la Porte Maillot, la Garde Républicaine et de vieilles automobiles. Il s'agit du seul cortège organisé à Paris le jeudi de la Mi-Carême 1933. Celui de l'association des vieux macarons : un défilé rétrospectif de vieilles automobiles[8].
- 1935
  - Enfants déguisés sur les Champs-Élysées et « quelques vues de 1910 ».
- Mars 1936 - Cortège du Bœuf Gras du jeudi 19 mars 1936
  - Le dernier Bœuf Gras sorti à grande échelle au XXe siècle : pour la Mi-Carême, il traversa tout Paris.
- Mars 1937
  - Peu de choses : réception à l'Élysée, pour la Mi-Carême, commentaire : « tradition moribonde qu'on essaie de faire revivre – Monsieur Albert Lebrun (Président de la République) s'y prête de bonne grâce – Compliments – Cadeaux – Baisers – Champagne. »
- Mars 1946 – Mi-Carême du jeudi 28 mars 1946
  - Bien documenté. Commentaire : « Joyeuse fête de la Mi-Carême vous êtes beaucoup du Paris d'autrefois, un peu du Paris de demain qui nous console du Paris d'aujourd'hui. » L'importance de la foule présente souligne le caractère traditionnel de l'évènement.

### Actualités Gaumont
- 1935 - La Reine de Paris au micro, elle s'apprête à rentrer à l'Hôtel de Ville avec la Reine des Halles. On n'a pas organisé de cortège, pourquoi ? (Avec la crise) « surtout depuis deux ans, impossible au carnaval de faire des défilés comme autrefois dans la rue. » La réalité est venue contredire ses propos : le 19 mars 1936, il y eut un très grand cortège du Bœuf Gras.

### Montage d'actualités Gaumont
- 1911-1914 - Les reines de Paris au début du siècle, muet noir et blanc, 4 min 24 s.

Reines filmées :
- Mademoiselle Jeanne Queru, reine des reines (1911) ;
- Mademoiselle Laure Larrey, reine du marché Lenoir (1912) ;
- Mademoiselle Henriette Rougès, reine des Halles ;
- Mademoiselle Marcelle Guillot, reine des reines (1914).
Ce document est visible dans la Salle des collections du Forum des Images de la Ville de Paris.

### Documentaires consultables au Forum des Images de la Ville de Paris
- Février 1986 – Carnaval de Venise à Paris

Documentaire de 7 minutes, en couleurs sur la fête carnavalesque donnée dans le jardin du Palais Royal le mardi 18 février 1986, sept jours après le mardi gras. Réalisation : Vidéothèque de Paris.
- 1998 – Une envie de Fête, renaissance du Carnaval de Paris

Documentaire de 26 minutes sur la préparation et la réalisation du cortège de la renaissance du Carnaval de Paris, le 27 septembre 1998. Réalisation : Bernard Gazet. Commentaire : Marie Karel. Première diffusion le 7 novembre 1998, sur France 3-Régionale Île-de-France Centre.

## Actualités visibles sur Internet
- 1920 - Documentaire d'1 minute 06 montrant la Reine des Reines de Paris 1920 Lucile Bataille, entourée par un groupe de personnes, filmée par la British Pathé[11].
- 1921 - Documentaire d'1 minute 04 montrant le cortège de la Mi-Carême 1921 filmé par la British Pathé[12].
- 1922 - Documentaire d'1 minute 06 montrant le cortège de la Mi-Carême 1922 filmé par la British Pathé[13].
- 1926 - Documentaire d'1 minute 46 montrant la Mi-Carême 1926 filmée par la British Pathé. On voit notamment une grande troupe de musiciens en blanc : les 153 bigophonistes belges du Soutien de Saint-Gilles costumés en pierrots. Apparaissent à la fin : la Reine de Paris 1926 la brune Simone Maître, puis la Reine des Reines de Paris 1926 la blonde Mathilde Isembart[14].
- 1928 - Documentaire d'1 minute 29 montrant le cortège de la Mi-Carême 1928 filmé par la British Pathé, avec à la fin un gros plan sur Paulette Cayet, Reine des Reines de Paris 1928[15].
- 1929 - Quelques instants du cortège de la Mi-Carême 1929[16].
- 1931 - Documentaire d'1 minute 9 montrant le cortège de la Mi-Carême 1931 filmé par la British Pathé. On y voit notamment le char avec le géant à l'effigie de Georges Milton, et la Reine des Reines de Paris 1931 Lucienne Clément envoyant des baisers. Ce documentaire est sonore[17].

## Œuvres de fiction où apparaît le Carnaval de Paris
Au nombre de celles-ci on trouve plusieurs films ayant pour sujet une célébrité et une légende du Carnaval de Paris : Milord l'Arsouille :
- Milord l'Arsouille, court-métrage anonyme français 1912[18].
- Mylord l'Arsouille, ciné-roman français de René Leprince 1925, diffusé en 8 épisodes pour un métrage de 8.470 m. Liste des épisodes : Le Don Juan de la Courtille, Le cabaret de l'épée de bois, Une fleur du faubourg, La machine infernale, Premiers remords, L'étrange découverte, Les larmes du pêcheur, Rédemption..
- Carnival in Paris (Carnaval à Paris), film américain de Wilhelm Thiele, 1937. On y voit avec des costumes dérobés au musée, des fuyards se dissimuler dans le défilé du Carnaval de Paris.
- Les Enfants du paradis, film français de Marcel Carné et Jacques Prévert sorti en 1945. Dans ce grand classique du cinéma le tournage des scènes où apparaît le Carnaval de Paris au XIXe siècle sur le boulevard du Crime a impliqué 2000 figurants[19]. Ces scènes de masse ont été tournées en 1944 au studio de la Victorine à Nice. Le film est sorti avec succès à Paris en mars 1945.
- Milord l'Arsouille, film français de André Haguet 1955.
- Molière, film français de Ariane Mnouchkine 1978. On y voit le Carnaval de Paris au XVIIe siècle.

## Documents à rechercher
- Dans les actualités 1954 : le Corso fleuri, grand cortège genre carnaval, sorti à Paris le jeudi de l'Ascension 27 mai 1954.
- Dans les actualités 1977 : la Fête de l'été, dite : Carnaval des Carnavals, organisée dans la rue et sur la Seine le 25 juin 1977.

## Films sur la renaissance du Carnaval de Paris, débutée en 1993, absents du Forum des Images de la Ville de Paris
- 1996 – Le minibœuf gras en bois de Rafaël Estève arrive au marché des artistes Mouton-Duvernet, dans le XIVe arrondissement de Paris, filmé par Ouram-Saint-Sophie, un des artistes présents (très bref).
- 1997 – Manifestation d'étudiants en arts à Turin, ils joignent à leurs revendications celle de l'autorisation du Bœuf Gras à Paris : bref reportage filmé par un des participants.
- 1998 – Vive le Bœuf Gras, 27 septembre 1998, 30 minutes, par Daniel Niclot.
- 1999 – Carnaval de Paris, Promenade du Bœuf Gras, 26 septembre 1999, 20 minutes, par Catherine et Pierre Poulain[20].
- 2000 – Carnaval de Paris, Promenade du Bœuf Gras, 27 février 2000, (clip de 4 minutes), par Corinne Gaucherand et Bernard Gazet.
- 2001 – Carnaval de Paris, Promenade du Bœuf Gras 2001, 1 heure 2 minutes, par André Desbordes.
- 2002 – Carnaval de Paris, Promenade du Bœuf Gras 2002, 33 minutes, par Dominique Helaine.
- 2003 – Carnaval de Paris, Promenade du Bœuf Gras 2003, 36 minutes, par Dominique Helaine.
- 2004 – Carnaval de Paris, Promenade du Bœuf Gras 2004, par Dominique Helaine.

## Actualités Télévisées

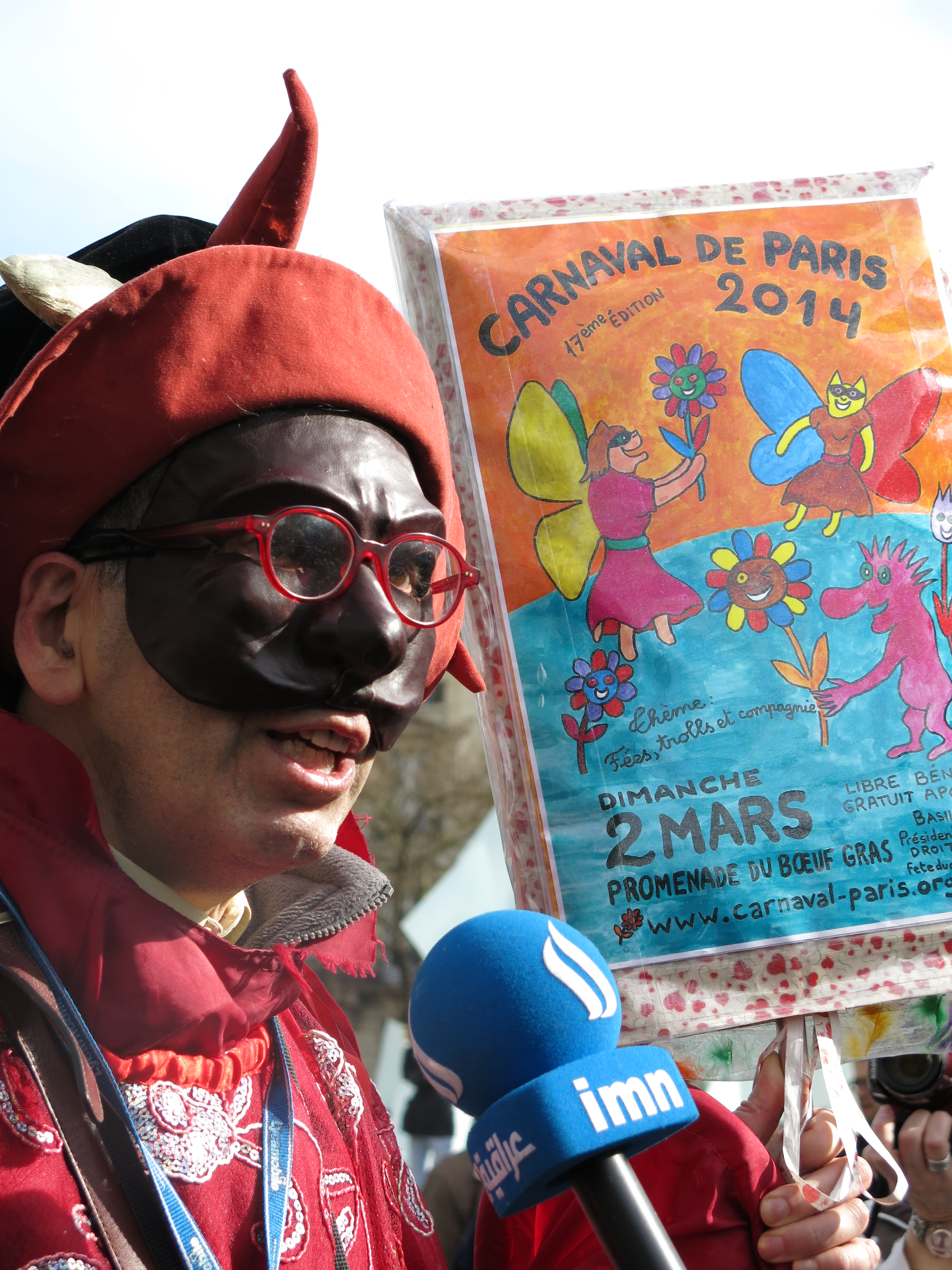
2014 – Au micro de la chaîne Al Iraqiya : le responsable du Carnaval de Paris.

- Chaque année, depuis 1998, le Carnaval de Paris apparaît dans les actualités régionales de France 3 – Île-de-France – Centre, à raison de quelques secondes à chaque fois (la première fois à l'occasion de la tenue du stand du Carnaval de Paris, au Salon de l'Agriculture en mars 1998).
- D'autres chaînes de télévision ont filmé également le Carnaval de Paris, ces dernières années :
- France 3 – Pays de Corrèze, a fait un reportage, passé en Corrèze, en Île-de-France et sur France 3 – National.
- Autour de 2004 : la chaîne nationale polonaise a fait un reportage sur le Carnaval de Paris.
- Vers 2006, la chaîne nationale d'Espagne aurait également fait un reportage sur le Carnaval de Paris.
- 2007 : Al Jazeera-Internationale, reportage effectué par Bouziane.
- 2008 : En entrée de son principal journal télévisé : Vremia, qui passe à 21 heures, la première chaîne de télévision russe a passé un reportage sur la Promenade du Bœuf Gras, réalisé par Zhanna Agalakova (ru).
- La chaîne Canal+, dans une émission qui parlait du mariage présidentiel français a utilisé des images qu'elle a tourné au Carnaval de Paris 2008.
- 2009 : I-Télé a passé un bref reportage sur la Promenade du Bœuf Gras 2009.
- 2009 : la chaîne nationale des Philippines était présente au départ du Carnaval des Femmes, cortège de renaissance de la Fête des Blanchisseuses.
- 2014 : la chaîne Al Iraqiya a consacré un sujet au Carnaval de Paris 2014.